# Thea Hilhorst

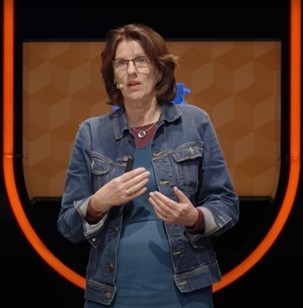
Thea Hilhorst

Dorothea Johanna Maria „Thea“ Hilhorst (* September 1961 in Voorburg) ist eine niederländische Sozialwissenschaftlerin und Hochschullehrerin an der Erasmus-Universität Rotterdam. Sie gilt als eine der Begründer des Fachgebiets humanitäre Studien.
Thea Hilhorst studierte an der Universität Wageningen, an der sie 2000 promoviert wurde. Sie ist am International Institute of Social Studies (ISS) der Universität Rotterdam Professorin für humanitäre Studien.
Sie untersucht die Auswirkung von humanitärer Hilfe in Konflikt- und Katastrophengebieten und Entwicklungsländern. Dabei arbeitet sie eng mit lokalen Experten in den jeweiligen Untersuchungsgebieten zusammen. Das umfasst Länder wie  Afghanistan, Angola, Burundi, die Demokratische Republik Kongo, Äthiopien, die Philippinen, Rwanda, Südsudan und Sri Lanka.
Sie prägte den Begriff resilienten Humanitarismus für Hilfe, die die Widerstandsfähigkeit der Region gegen Krisen fördert. Hilhorst befasste sich auch viel mit NGOs.
2005 erhielt sie einen VIDI-Grant der niederländischen Wissenschaftsorganisation NWO. 2022 erhielt sie den Spinoza-Preis.
Sie ist Präsidentin der International Humanitarian Studies Association.

## Schriften
- Records and reputations. Everyday politics of a Philippine development NGO, Wageningen, Ponsen & Looyen, 2000 (Dissertation)
- The Real World of NGOs. Discourses, Diversity and Development, London, ZED Publications, 2003
- als Hrsg.: Mapping Vulnerability. Disasters, Development and People, London, Routledge, 2004.
- Hrsg.: Disaster, Conflict and Society in Crises. Everyday Politics of Crisis Response, London, Routledge, 2013
- Hrsgl mit Bart Weijs, Gemma van der Haar: People, Aid and Institutions in Socio-economic Recovery : Facing Fragilities, Routledge 2017
- Hrsg. mit Greg Bankoff: Why Vulnerability Still Matters. The Politics of Disaster Risk Creation, Routledge 2022